# Marind-anim

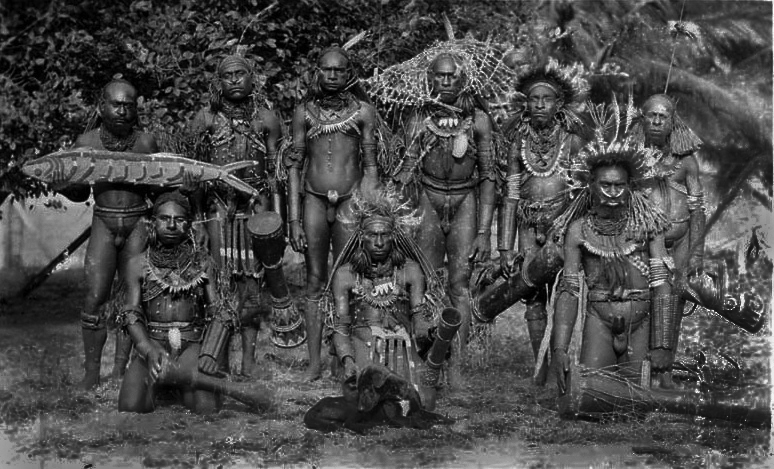
Männer der Marind-amin in zeremonialer Tracht (um 1920)

Gebiet der Marind (gelb eingefärbt)

Die Marind-anim (in der Kolonialzeit häufig Tugeri oder Marindinesen genannt) sind ein melanesisches Volk im Süden des indonesischen Teils Westneuguineas.
Das Siedlungsgebiet der Marind-anim erstreckt sich zwischen dem nördlich der Yos-Sudarso-Insel liegenden Fluss Digul und dem Maro (nördlich des Wasur-Nationalparks) unweit der Staatsgrenze zu Papua-Neuguinea. Vornehmlich siedelten die Marind-anim entlang der Flüsse Bian und Kumbe sowie nahe der Küste der Arafurasee, da diese ihnen eine stabile Nahrungsversorgung bot.

## Lebensbedingungen

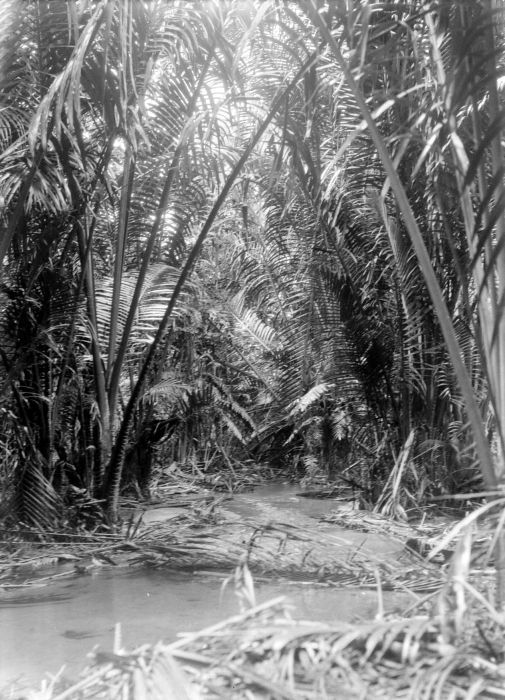
Grundlage der Lebensbedingungen: Der Sagopalmwald

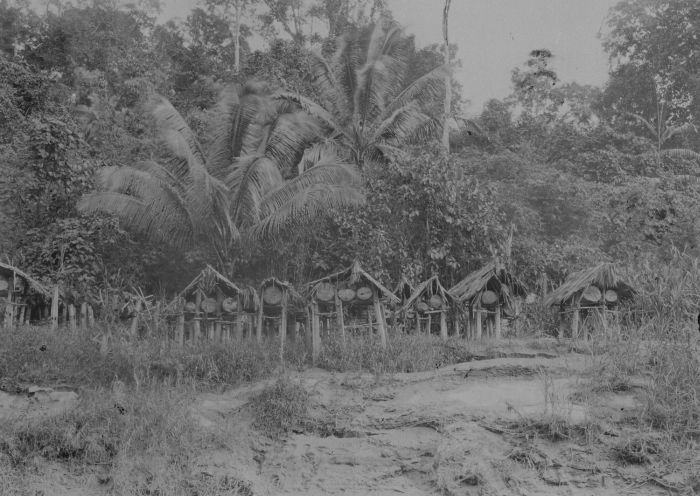
Historische Aufnahme des Ethnologen Paul Wirz

In der Zeit vor 1900 soll das Volk über 15.000 Menschen umfasst haben. Eingeschleppte Seuchen (unter anderem Geschlechtskrankheiten) reduzierten die Bevölkerung auf die Hälfte. Auch eine weit verbreitete Unfruchtbarkeit der Marind-anim-Frauen soll für das Schrumpfen verantwortlich sein. Diese wird auf ungewöhnliche Sexualpraktiken zurückgeführt. Im Hinterland leben weitere mit den Marind-amin verwandte Stämme, mit denen früher ein starker kultureller Austausch bestand.
Angrenzende Stammesnachbarn sind die Jee-anim (im Osten und entlang des Maro) und im Südosten, zwischen den Flüssen Maro und dem Torassi, die Kanum-Leute (Kánum-írebe). Im Westen grenzen die Makleeu-anim an, die im Wesentlichen entlang des Bulaka-Flusses siedeln, noch weiter ostwärts die Jab-anim. In den nördlichen, an den Digul anrainenden, Gebieten leben diverse Kleinst-Stämme. Über sie ist weitgehend nichts bekannt. Stämme mit fremdklingenden Dialekten und fremden Sprachen, also diejenigen, die jenseits der genannten Gebiete liegen, wurden von den Marind-anim Fremde (Horak meen) und Feinde (Ikam-anim) genannt.
Haupt- und Kriegswaffen bilden Bogen und Pfeil. Die Marind-anim im Einzugsgebiet südlich des Digul fertigen ihre Bögen aus Palmholz, südlich davon aus Bambus. Die Bogensehnen bestehen in den nördlichen Regionen aus Rattanstreifen, im Süden aus Lianenfasern. Der Bogenschutz wurde aus Rippen und Bast von Kokosblättern verfertigt. Die zusammengesetzten Pfeilschäfte bestehen aus Schilfrohrartigem, mit und ohne Widerhaken. Daneben findet der Speer (Dam) Verwendung, bisweilen sogar als Hauptwaffe. Speerschleudern (Kander) wurden aus Bambus hergestellt und zudem für Schweinefänger verarbeitet.

## Geschichte und Kultur
Im 17. Jahrhundert versuchte erstmals die Niederländische Ostindien-Kompanie erfolglos, das rohstoffreiche Neuguinea zu besetzen. Erst 1828 konnten die Niederlande die Region erobern. 1885 erkannten die Briten die Niederländer als Protektoren Niederländisch-Indiens und Niederländisch-Neuguineas an. Zu dieser Zeit wurden im Osten Neuguineas auch die britische Kolonie Britisch-Neuguinea und das deutsche Kaiser-Wilhelms-Land gegründet. Erste verlässliche Nachrichten über die Marind-anim rühren aus dem englischen Besatzungsgebiet her, nachdem Mac Gregor 1891 in Begleitung unter anderem des schottischen Missionars James Chalmers und des Landvermessers J. B. Cameron Fahrt nach der Südküste Neuguineas aufgenommen hatten. Bald kam es zu Konflikten zwischen den Kolonialmächten. Die Briten sahen sich gegenüber den Niederländern zu diplomatischen Demarchen veranlasst. Die Marind-anim aus dem Hoheitsgebiet der Niederländer führten außergewöhnlich aggressiv Kopfjagden durch, wobei sie mehrfach bis tief ins Hinterland Britisch-Neuguineas vorstießen.
1902 errichteten die Niederlande daher in Merauke, mitten im Stammesgebiet der Marind-anim, einen administrativen Stützpunkt. Ab 1905 begann die Katholische Mission mit ihrer Arbeit in der Region. Die Kolonialverwaltung konzentrierte sich darauf, die Kopfjagd (koppensnellen) und die weit verbreitete „orgiastische Homosexualität“ bei den Marind-anim zu unterbinden. Der niederländische Ethnologe Jan van Baal, der zwischen 1953 und 1958 auch Gouverneur von Niederländisch-Neuguinea war, schreibt in seinem Standardwerk „Dema“, dass die Auswüchse im Kult der Marind-anim selbst verständnisvolle Ethnographen in Rage gebracht hätten. Der seit 1933 mit diversen Forschungsarbeiten in der Region befasste deutsche Ethnologe Hans Nevermann soll angewidert zu Papier gebracht haben, dass kein anderes Volk sich bei kultischen Zeremonien „so viehisch und schamlos“ benehmen würde. Auch Hochzeitsnächte verliefen ungewöhnlich. Da die Marind-anim glaubten, dass die Menge des Samens die Fruchtbarkeit einer Frau bestimme, durften alle männlichen Mitglieder der Erblinie des Ehemannes in der Hochzeitsnacht mit dessen Ehefrau Sex haben. Sollte die Zeit dafür nicht reichen, setzte man dies in den folgenden Nächten fort. Sowohl die Mission als auch die Kolonialverwaltung reagierten mit Verboten, sodass die alten Riten rasch aus dem Alltag des Volkes verschwanden.
Der Schweizer Paul Wirz dokumentierte zwischen 1916 und 1931 die traditionellen Kulthandlungen und diverse Mythen.
→ Siehe insoweit auch: Volk der Sambia in Papua-Neuguinea
→ Siehe insoweit auch: Sexualität bei den Bimin-Kuskusmin in Papua-Neuguinea

### Die Kopfjagd
Die Kopfjagd war tief im Glauben der Marind-anim verwurzelt und hatte etwa die Bedeutung der Stärkung spiritueller und weltlicher Macht (Mana). Anlässlich von Geburten war sie ein kultischer Brauch, denn der Name des Geköpften eines anderen Stammesteiles (Ikam-anim) wurde dem eigenen Kind gegeben, anders: ein Kopf ohne Namen war mangels animistischer Kräfte wertlos. Der der Kopfjagd folgende Kannibalismus war Teil der kultischen Ordnung.

### Kulte

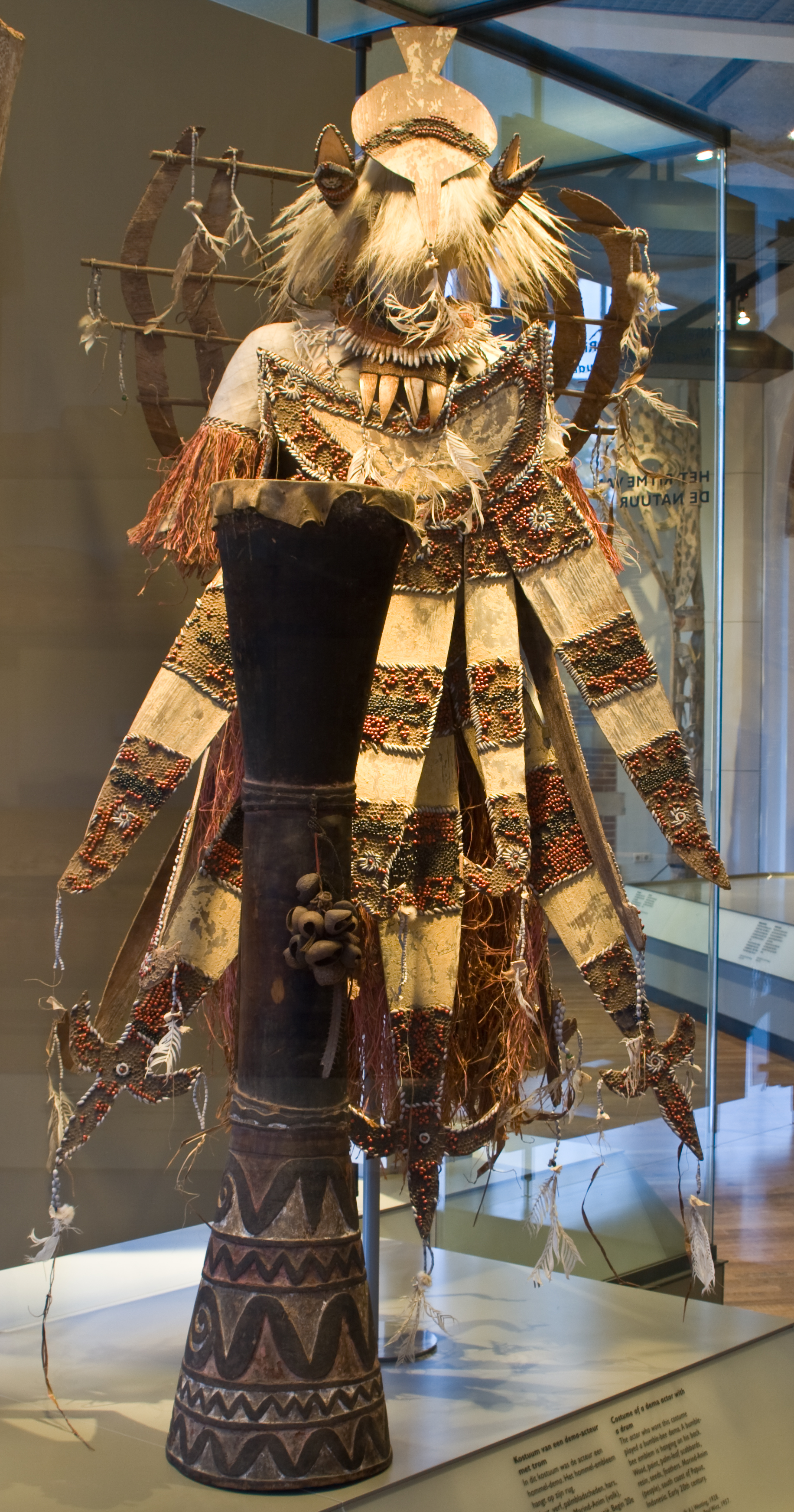
Dema-Kostümzubehör und sanduhrförmige Handtrommel (Kandara)

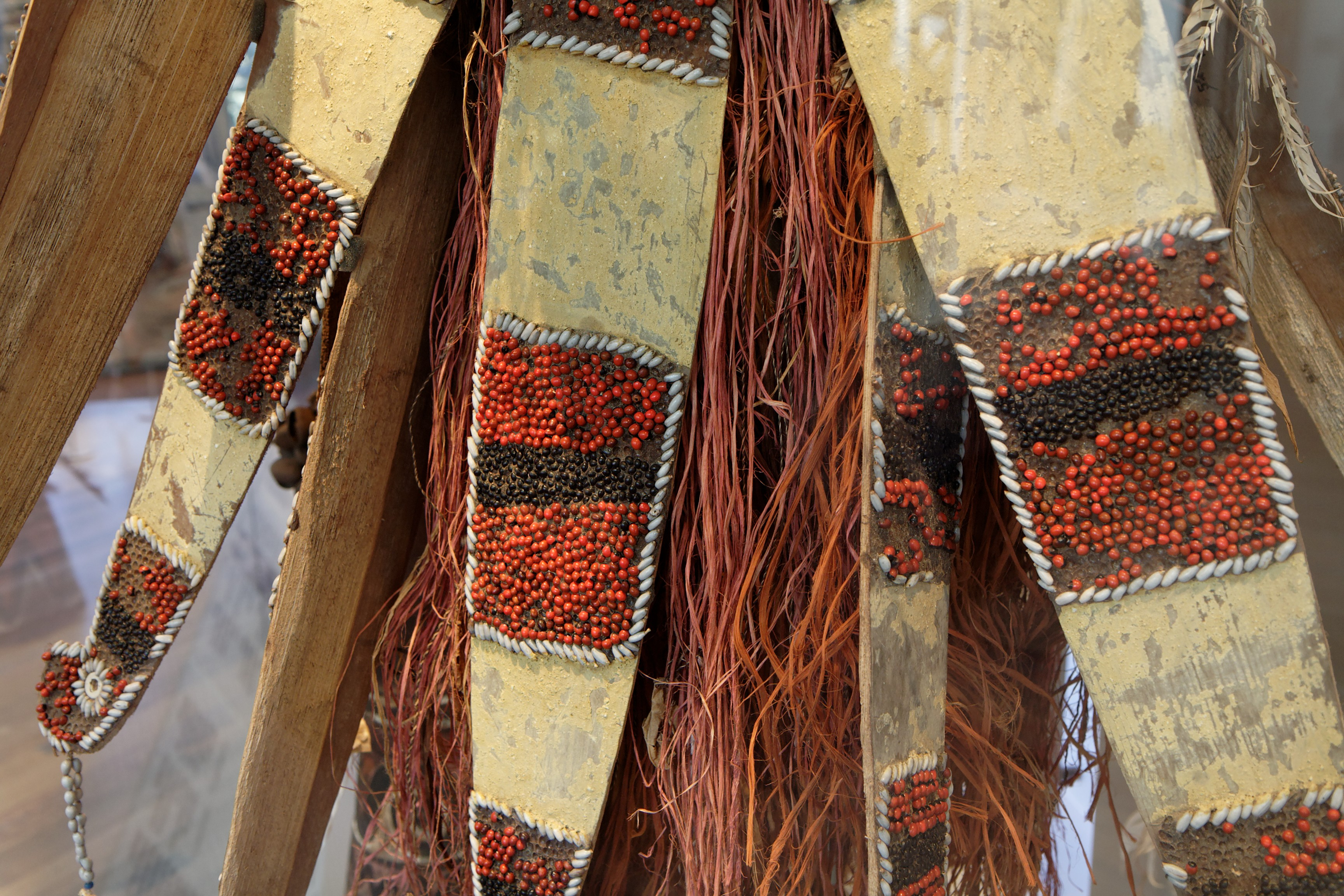
Detail aus dem Dema-Kostüm: Aus der Sagopalme geschnittene Brettchen, dicht beklebt mit roten Paternostererbsen (Abrus-Samen), umrandet von grau schimmernden Hiobstränen (Coix lacrimae)

Die Marind-anim hatten verschiedene regionale Kultzyklen.

#### Der Majo-Kult
Der offizielle Stammeskult nannte sich Majo und hatte ursprünglich den Charakter einer mythologisch-totemistischen Fruchtbarkeitszeremonie. Der Mythe nach soll er aus sexuellen und kannibalistischen Feiern entstanden sein, um später in einen Kokoskult zu mutieren, der der Fruchtbarkeit der durch den Kult hervorgebrachten Kokospalme huldigt. Allerdings ist nicht geklärt, ob die Ursprünge des Kultes so zutreffen und welcher Kultaspekt möglicherweise reiner Analogie unterliegt. Innerhalb desselben Dorfes kehrte er alle vier bis sechs Jahre periodisch wieder und wurde entlang der Küste in einer festgelegten Folge zelebriert. Die einzelne Dorfzeremonie dauerte während der Trockenzeit bis zu einem halben Jahr an. Während des Festes ruhten alle anderen kultischen Maßnahmen, so auch die Kopfjagd. Die Majo-Rituale dienten vornehmlich der Initiation der männlichen wie weiblichen Nachkommen (Majo-Marind). Frauen durften am Kult teilnehmen, waren aber nicht in alle Ritualgeheimnisse eingeweiht. In kleinlicher Manier achtet der zeremoniell Eingeweihte (Metoar) darauf, dass die Novizen alle Nahrungs- und Genussmittel sowie Erntemethoden sorgsam kennenlernen und probieren (kamak), bevor sichergestellt sein kann, dass Lebensmittel leiblich verträglich werden.

##### Kulthöhepunkt (Dema)
Mit dem Begriff Dema verbindet der Marind-anim eine Reihe von Vorstellungen, deren gemeinsames Merkmal etwas Seltsames, Unfassbares und Unerklärliches ist. Jeder Körper ist beseelt, Dema jedoch ist nur, wenn sich diese Seelenkraft in gesteigerter Energie vorfindet. Ein gewöhnlicher Stein, der mit einer Betelnuss in Beziehung gebracht werden kann, besitzt sodann animistische Kräfte, von denen er abzugeben vermag. Da Gleiches auf Gleiches einzuwirken vermag, liegt der Zauber einer personifizierten Stein-Dema nahe. Dema sind somit einerseits unpersönliche, alles erfüllende Kräfte (im spirituellen Sinne) sowie ein selbständig freies Seelenwesen, von dem diese Kräfte ausgehen (menschliche Zauberdarstellungen) gleichermaßen.
Den kultischen Höhepunkt diverser Feste, insbesondere des Majo, bildete daher das Dema-Fest. Im Zentrum der Fruchtbarkeitsverehrung angelangt, legten die Dema unterschiedliche Zeremonietrachten an, um die Kennzeichen der ehrerbotenen Güter zur Schau zu tragen, so unter anderem des Bambus, des Sago und Kokos, der Taschenkrebse oder schlicht des Meeres und Wellengangs. Es fehlte auch nicht der Penis-Dema. Der Dema-Begriff ist der Sprache der Marind-anim entlehnt. Der renommierte Kulturmorphologe A. E. Jensen sieht darin die Verehrung der Dema-Gottheit. Diese unterscheidet sich nach seiner Auffassung von den uns geläufigen Gottesvorstellungen vor allem dadurch, dass Wissen nicht als Kulturheros vermittelt wird, sondern sich direkt durch den Tod ihrer sich in Nutzpflanzen verwandelnden Körper weitergibt. Diese Wissensvermittlung wird im Opferkult immer wieder nachvollzogen. Die Dema spielt somit auf die mythischen Stammväter an, deren urzeitliches Wirken alles begründet, die Pflanzenwelt, die Tiere, die Gestirne, das Feuer, alle Waffen und weiteres Lebenszubehör, übergeordnet gar die Ordnung des irdischen Daseins an sich und das daran wiederum ausgerichtete Wohlverhalten. Dramatisch inszeniert, wird der Stammväter im Ritual gedacht. Dabei entheben sich die Dema nicht dem gewöhnlichen irdischen Sein, vielmehr wurden sie missbraucht, geschändet und getötet. Mit der ersten Tötung eines Dema kam infolgedessen auch der Tod in die Welt.
Das Dema-wiel symbolisierte farbenprächtig den Ritus durch ausstaffierte Darsteller, die mit viel Zubehör, wie Bambusstangen, Vogelbälgen, Tierfellen, heiligen Pflanzen, Daunen und Federn (so von Kasuaren, Reihern oder Paradiesvögeln) geschmückt waren. Ebenfalls dazu gehörten Imitationen aus Sagopalmen und Bananenstauden. Höhepunkt war der Auftritt des Gari-Figuranten, der die Sonne und das Feuer vermittelte. Mittels eines etwa 3 Meter hohen Fächers aus Sagobaum-Bestandteilen inkorporierte er das Weltenganze. Die Maskerade schmückte den Kopf des Trägers. Dieses Geschehen begleitete der Klang von Felltrommeln. Zur Stärkung konsumierte man Areka.
Bei Totenritualen fanden Gesichtsmasken Anwendung. Sie waren aus Kokosbast und Palmblättern geschnitten.

#### Der Imo-Kult
Aufgrund der außerordentlichen Verschlossenheit der Eingeborenen ist über den Imo-Kult sehr wenig bekannt. Seinen Namen hat er nach der ehemaligen Küstensiedlung erhalten, die dem heutigen Sangassé entspricht. Der Kult wurde im Landesinneren nahezu nicht zelebriert. Uneinigkeit besteht darüber, ob er mysterienkultischen Charakter hatte, oder ob es sich bei ihm gar um einen Geheimbund handelte. In abweichender Auffassung zu Nevermann, hielt Wirz daran fest, dass es sich bei allen kultischen Handlungen zwar um Mysterienkulte handelte. Frauen und Kinder waren vom außerhalb des Dorfes stattfindenden Festes jedenfalls ausgeschlossen.
Es wird nicht davon ausgegangen, dass der Imo einem praktischen Zweck gedient hatte, gleichwohl er die jeweiligen Besonderheiten der Dörfer im Zeremoniell berücksichtigt haben soll. Einigkeit besteht jedoch weitgehend darüber, dass er lediglich dem Vorbild des Majo-Kultes folgte, indem er nicht die Fruchtbarkeit an sich, sondern die Fruchtbarkeitssteigerung zum Inhalt nahm. Bekannt ist, dass Kannibalismus gepflegt wurde und für das Fest aufgetragene Farben spärlich verwendet wurden.

#### Der Rapa-Kult
Zu den Zeremonien des Rapa-Kultes gehörte das Feuerbohren (Rapa) und das Feuersägen (Phirug), sodass bei der Idee der Kunst des Feuermachens und -bewahrens von einem Feuerkult gesprochen werden kann. Die Mythe wurde durch den Feuer-Dema aufgeführt. Zu den Eingeweihten gehörten nur Männer und Jünglinge. Grundlage des Festes waren auch hier sexuelle und anschließend kannibalistische Ausschweifungen an zu diesem Zwecke aus dem Volk entführten weiblichen Opfern (Iwåg = heiratsfähige Mädchen). Der Fruchtbarkeitssteigerung diente auch hier, dass die Knochen der verspeisten Frauen rot bemalt und an Kokospalmen vergraben wurden.
Dieser Kult, der nur unter wenigen Stammesteilen der Marind-anim gepflegt wurde, nämlich denen entlang des kleinen Flüsschens Kondo, stand in der Nachbarschaft im Ruf, besonders furchteinflößend und Schrecken verbreitend zu sein. Der Geheimbund war in besonders mystisches Dunkel getaucht, das Fest wurde aggressiver gefeiert als die anderen (Majo, Imo). Die Kondo-anim lösten mit ihm gar den Majo-Kult ab.

#### Der Sosom-Kult
Soweit Schwirrhölzer bei verschiedenen Anlässen der Marind-anim (beispielsweise bei den Geheimkulten am oberen Bian) bereits eine Rolle spielten, so besonders anlässlich des Sosom-Kultes. Die Einflüsse dazu kamen aus den östlichen Regionen der Insel und waren eng mit ritueller Homosexualität ("Treiben von Unzucht an den Knaben der eigenen Stammesteile") verknüpft. Es wird davon ausgegangen, dass Sosom der Mythe nach ein Riese war, ein Dema, etwa von der Größe einer Kokospalme. Bei seiner Ankunft wurde ihm für die Dauer seines Aufenthaltes eine große Hütte gebaut, bevor er weiter westwärts zog. Ihm mussten Männer (Patur) und Knaben (Mokraved) dargebracht werden, die er verschluckte und wieder herausgab, ohne dass sie etwas davon bemerkten. Einigen wenigen fraß er die Eingeweide auf und befüllte die Bäuche mit Kokosnüssen (Boka), wobei Wunden nicht verblieben. Um sich vor seinem Todesmarsch in das Dorf zu schützen, waren die Frauen dringend angehalten, die auserwählten Knaben beizubringen. Als Kopfjagdwaffen wurden Keulen, Schwerter und die Imbassum eingesetzt.

### Zeremonialwaffen
Für die Kopfjagd wurden Speere mit breiter, ornamental durchbrochener Spitze und Keulen mit durchlochter Steinscheibe als Schlagteil verwendet. Die Kopfhaut der getöteten Feinde präparierten die Marind-anim so, dass sie später über den fleischbefreiten Schädel passte, um sie an Gabelpfosten auszustellen. Auch standen Schwirrhölzer bei zumindest zwei der fünf wichtigsten Kulte im Mittelpunkt (Sosom- und Geheimkult am oberen Bian).

### Schambedeckungen
Die Wissenschaftlerin Beatrice Voirol untersuchte die Beziehungsstrukturen der Volksstämme des südwestlichen Neuguineas, indem sie deren Schambedeckungen erforschte. Sie wandte sich dabei insbesondere den Bräuchen der Marind-anim zu. Klassische Schambedeckungen stellten danach die äußeren Windungen der Melo-Schnecken dar. Diese wurden an beiden Seiten so durchbohrt, dass Schnüre (gelegentlich einfache Rattan-Streifen) zur Befestigung am Körper durchgezogen werden konnten. Penismuscheln („sabu“), gesammelt von Wirtz und Nevermann, fand sie im Tropenmuseum von Amsterdam und im Museum für Völkerkunde Dresden vor. Im Zeremoniell spielt „ewati“, das Auftreten des Mutterbruders, eine wichtige Rolle. Er führt den heranwachsenden Neffen kultisch in die Gesellschaft ein und übergibt ihm erstmals das Schmuckstück. Neben dem Penisschmuck, der in selteneren Fällen auch aus Kokosnussteilen bestand, wurden Bastzöpfchen ins Haar geflochten, das Gesicht farbenprächtig angemalt, Diademe aus Kasuar- und/oder Paradiesvogelfedern gefertigt und Arm- sowie Kniebänder mit reichlichen Verzierungen hergestellt.

### Sprache
Die Marind-anim gehören zum Marind-Sprachraum (Tugeri), der dem übergeordneten Transneuguinea-Hauptzweig (TNG) zugehörig ist.
Die Marind-Sprachfamilie wird in nachfolgender Weise unterkategorisiert:
- Boazi-Sprachzweig: Kuni-Boazi,[24] und Zimakani[25]
- Marind (Kernsprache); Dialekte sind Südost-Marind, Gawir, Holifoersch, und Tugeri.[26] Bian-Marind (Nordwest-Marind) und AKA Boven-Mbian, sind bereits so abweichend, dass gegenseitige Verständlichkeit nicht mehr gewährleistet ist.[27]
- Yaqay-Sprachzweig: Warkay-Bipim,[28] Yaqay[29]

## Werke von Paul Wirz
- Paul Wirz: Die Ornamente und insbesondere die Darstellung menschlicher Formen in der Kunst von holländisch Süd-Neu-Guinea. Tijdschrift voor Indische Taal-, Land- en Volkenkunde 60: 115–131, Batavia.
- Die Marind-anim von Holländisch-Süd-Neu-Guinea. Hamburgische Universität, Abhandlungen aus dem Gebiet der Auslandskunde, Friederichsen, Hamburg 1922–1925.
  - Bd. 1, Teil 1: Die materielle Kultur der Marind-anim. 1922
  - Bd. 1, Teil 2: Die religiösen Vorstellungen und die Mythen der Marind-anim, sowie die Herausbildung der totemistisch-sozialen Gruppierungen. 1922
  - Bd. 2, Teil 3: Das soziale Leben der Marind-anim. 1925
  - Bd. 2, Teil 4: Die Marind-anim in ihren Festen, ihrer Kunst und ihren Kenntnissen und Eigenschaften. 1925

## Weitere Literatur
- Jan van Baal: Dema, Description and Analysis of Marind-Anim Culture (South New Guinea). The Hague 1966.
- Jan van Baal: The Dialectics of Sex in Marind-anim Culture. In Ritualized Homosexuality in Melanesia. edited by G. H. Herdt, University of California Press, Berkeley 1984.
- Raymond Corbey: Headhunters from the swamps: The Marind Anim of New Guinea as seen by the Missionaries of the Sacred Heart, 1905–1925. KITLV Press and Zwartenkot Art Books, Leiden 2010 (englisch).
- Hans Nevermann: Söhne des tötenden Vaters. Dämonen- und Kopfjägergeschichten aus Neu-Guinea. Das Gesicht der Völker. Erich Röth-Verlag, Eisenach/Kassel 1957.
- Hans Nevermann: Ein Besuch bei Steinzeitmenschen, in Fraktur, Kosmos, Stuttgart 1941, Schriftenreihe: Kosmos – Kosmos-Bändchen; 164.
- Waldemar Stöhr: Kunst und Kultur aus der Südsee, Sammlung Clausmeyer, Melanesien. Rautenstrauch-Joest-Museum für Völkerkunde, Köln 1987, ISBN 3-923158-11-4.
- Bruce Knauft: South Coast New Guinea Cultures: History, comparison, dialectic. University Press, Cambridge 1993, ISBN 0-521-42931-5.
- M. V. Thierfelder: Aus dem Lande der Marindinesen: Vortrag, gehalten in der Ortsgruppe Batavia am 14. Juni 1937; MOAG, 1938, Suppl. XVII